# Francisco Rodrigues
Pour les articles homonymes, voir Francisco Rodrigues (homonymie) et Rodrigues (homonymie).
Francisco Rodrigues est un footballeur portugais né le 26 juillet 1914 et mort à une date inconnue.

## Biographie
Il évolue durant sa carrière dans les années 1940 tout d'abord dans le club portugais du Benfica Lisbonne, où il inscrit 99 buts en 90 matchs.
Il rejoint ensuite le Vitória Futebol Clube où il devient deux fois Bola de Prata (meilleur buteur du championnat) en 1944 et 1945.